# 72 Leonis
72 Leonis (72 Leo / FN Leonis) es una estrella en la constelación de Leo. De magnitud aparente +4,58, se encuentra a una incierta distancia de 960 ± 180 años luz respecto al sistema solar.
De tipo espectral M3IIb, 72 Leonis es una gigante o gigante luminosa roja cuya temperatura superficial es de 3734 K.
Su luminosidad bolométrica —que incluye una importante cantidad de radiación infrarroja emitida— es 4570 veces superior a la luminosidad solar.
A partir de su temperatura y luminosidad se puede evaluar su radio, siendo éste 169 veces más grande que el radio solar, lo que equivale a 0,75 UA.
La medida directa de su radio mediante interferometría da como resultado una cifra 179 veces mayor que el radio solar; ambas cifras concuerdan teniendo en cuenta las numerosas incertidumbres existentes.
72 Leonis es una estrella masiva de unas 6 masas solares. No es posible saber en que fase de su estado evolutivo se encuentra, si tiene un núcleo inerte de helio o si, una vez agotado el helio, en su interior hay un núcleo de carbono y oxígeno.
Al igual que otras gigantes rojas es una variable irregular, en este caso de tipo LC, como TZ Cassiopeiae. Su variación de brillo es de 0,08 magnitudes, sin que se conozca período alguno.
En cuanto a variable, recibe la denominación de FN Leonis.